# Erik Håkonsson
Erik Håkonsson (957–1024) var jarl, med säte på gården Lade i Trøndelag och Hålogaland i Norge, från 1000 till 1012. 

## Biografi
Erik jarl var son till Ladejarlen Håkon Sigurdsson och en trälkvinna, och uppfostrades av Torleif Spake på Melhus. Hans bror var Sven Håkonsson jarl, och Erik var gift med Gyda Svensdotter, dotter till kung Sven Tveskägg av Danmark. Erik fick till en stor del kontroll över Norge efter att han varit med och besegrat kung Olav Tryggvason vid Svolder.
Han deltog på den segrande sidan i två viktiga slag:
- Slaget vid Hjörungavåg (986)
- Slaget vid Svolder (1000) tillsammans med sin svärfar Sven Tveskägg och Olof Skötkonung.

Efter Olav Tryggvasons fall blev Erik Sven Tveskäggs lydregent över norra Norge, men överflyttades 1012 till England där han blev jarl över Northumberland.
Barn: Håkon Eriksson, död 1029